# Варвара (Пазарджицька область)
Варва́ра (болг. Варвара) — село в Пазарджицькій області Болгарії. Входить до складу общини Септемврі.

## Історія
До 1978 року в окрузі Пазарджик існувала община Варвара із адмінцентром в селі Варвара, яка включала села Варвара, Ветрен дол, Лозен, Семчиново і Симеоновець. 1978 року була скасована і приєднана до общини Септември.
2001 року робилися марні спроби відновити автономію общини.

## Населення
За даними перепису населення 2011 року в селі проживала 2061 особа.
Національний склад населення села:
| Національність   | Кількість осіб | Відсоток |
| ---------------- | -------------- | -------- |
| болгари          | 1999           | 98,1%    |
| цигани           | 31             | 1,5%     |
| інша             | 5              | 0,2%     |
| Всього відповіли | 2037           |          |

Розподіл населення за віком у 2011 році:
Динаміка населення: